# A Swingin' Affair!
A Swingin' Affair! är ett musikalbum av Frank Sinatra, lanserat 1957 på Capitol Records. Musiken arrangerades av Nelson Riddle som arbetade med Sinatra på majoriteten av hans album på Capitol. Under tillkomsten av albumet spelades en version av "The Lady Is a Tramp" in. Denna togs aldrig med på det ursprungliga albumet, men finns med som bonusspår på senare utgåvor av det.

## Låtlista
(kompositör inom parentes)
1. "Night and Day" (Cole Porter)  – 3:58
2. "I Wish I Were in Love Again" (Richard Rodgers, Lorenz Hart)  – 2:27
3. "I Got Plenty o' Nuttin'" (DuBose Heyward, George Gershwin, Ira Gershwin)  – 3:09
4. "I Guess I'll Have to Change My Plan" (Arthur Schwartz, Howard Dietz)  – 2:23
5. "Nice Work If You Can Get It" (G. Gershwin, I. Gershwin)  – 2:20
6. "Stars Fell on Alabama" (Frank Perkins, Mitchell Parish)  – 2:37
7. "No One Ever Tells You" (Hub Atwood, Carroll Coates)  – 3:23
8. "I Won't Dance" (Jerome Kern, Jimmy McHugh, Oscar Hammerstein II, Otto Harbach, Dorothy Fields)  – 3:21
9. "The Lonesome Road" (Nat Shilkret, Gene Austin)  – 3:53
10. "At Long Last Love" (Porter)  – 2:23
11. "You'd Be So Nice to Come Home To" (Porter)  – 2:03
12. "I Got It Bad (And That Ain't Good)" (Duke Ellington, Paul Francis Webster)  – 3:21
13. "From This Moment On" (Porter)  – 3:50
14. "If I Had You" (Jimmy Campbell, Reginald Connelly, Ted Shapiro)  – 2:35
15. "Oh! Look at Me Now" (Joe Bushkin, John DeVries)  – 2:48

## Listplaceringar
- Billboard 200, USA: #2[1]
- UK Albums Chart, Storbritannien: #1[2]